# ماركوس إبدون
ماركوس إبدون (بالإنجليزية: Marcus Ebdon)‏ هو لاعب كرة قدم بريطاني في مركز الوسط، ولد في 17 أكتوبر 1970 في Pontypool ‏ في المملكة المتحدة. شارك مع منتخب ويلز تحت 21 سنة لكرة القدم. أما مع النوادي، فقد لعب مع نادي أثرستون تاون ونادي إيفرتون ونادي بيتربورو يونايتد ونادي تاموورث ونادي تشيسترفيلد ونادي ليتون أورينت.

## وصلات خارجية
- ماركوس إبدون على موقع قاعدة بيانات كرة القدم.إي يو (الإنجليزية)
- ماركوس إبدون على موقع Soccerbase.com (لاعب) (الإنجليزية)